# Bodza
Bodza (in ungherese Bogya) è un comune della Slovacchia facente parte del distretto di Komárno, nella regione di Nitra.